# Дефекты кристалла
Дефектами кристалла называют всякое устойчивое нарушение трансляционной симметрии кристалла — идеальной периодичности кристаллической решётки. По числу измерений, в которых размеры дефекта существенно превышают межатомное расстояние, дефекты делят на нульмерные (точечные), одномерные (линейные), двумерные (плоские) и трёхмерные (объёмные) дефекты.

## Нульмерные (точечные) дефекты
К нульмерным (или точечным) дефектам кристалла  относят все дефекты, которые связаны со смещением или заменой небольшой группы атомов (собственные точечные дефекты), а также с примесями. Они возникают при нагреве, легировании, в процессе роста кристалла и в результате радиационного облучения. Могут вноситься также в результате имплантации. Свойства таких дефектов и механизмы их образования наиболее изучены, включая движение, взаимодействие, аннигиляцию, испарение.
- Вакансия — свободный, незанятый атомом, узел кристаллической решетки.
- Собственный межузельный атом — атом основного элемента, находящийся в междоузельном положении элементарной ячейки.
- Примесный атом замещения — замена атома одного типа атомом другого типа в узле кристаллической решетки. В позициях замещения могут находиться атомы, которые по своим размерам и электронным свойствам относительно слабо отличаются от атомов основы.
- Примесный атом внедрения — атом примеси располагается в междоузлии кристаллической решетки. В металлах примесями внедрения обычно являются водород, углерод, азот и кислород. В полупроводниках — это примеси, создающие глубокие энергетические уровни в запрещенной зоне, например, медь и золото в кремнии.

В кристаллах часто наблюдаются также комплексы, состоящие из нескольких точечных дефектов, например: дефект по Френкелю (вакансия + собственный междоузельный атом), бивакансия (вакансия + вакансия), А-центр (вакансия + атом кислорода в кремнии и германии) и др.

### Термодинамика точечных дефектов
Точечные дефекты повышают энергию кристалла, так как на образование каждого дефекта была затрачена определённая энергия. Упругая деформация обусловливает очень малую долю энергии образования вакансии, так как смещения ионов не превышают 1 % и соответствующая им энергия деформации составляет десятые доли эВ. При образовании межузельного атома смещения соседних ионов могут достигать 20 % от межатомного расстояния, а соответствующая им энергия упругой деформации решётки — нескольких эВ. Основная доля энергии, идущей на образование точечного дефекта, связана с нарушением периодичности атомной структуры и сил связи между атомами. Точечный дефект в металле взаимодействует со всем электронным газом. Удаление положительного иона из узла равносильно внесению точечного отрицательного заряда; от этого заряда отталкиваются электроны проводимости, что вызывает повышение их энергии. Теоретические расчёты показывают, что энергия образования вакансии в ГЦК решётке меди составляет около 1 эВ, а межузельного атома — от 2,5 до 3,5 эВ.
Несмотря на увеличение энергии кристалла при образовании собственных точечных дефектов, они могут находиться в термодинамическом равновесии в решётке, так как их образование приводит к росту энтропии. При повышенных температурах рост энтропийного члена TS свободной энергии {\displaystyle F=U-TS} из-за образования точечных дефектов компенсирует рост полной энергии кристалла U, и свободная энергия оказывается минимальной.
Равновесная концентрация вакансий:
где E0 — энергия образования одной вакансии, k — постоянная Больцмана, T — абсолютная температура. Эта же формула справедлива для межузельных атомов. Формула показывает, что концентрация вакансий должна сильно зависеть от температуры. Формула для расчёта проста, но точные количественные значения можно получить, только зная величину энергии образования дефекта. Рассчитать же теоретически эту величину весьма трудно, поэтому приходится довольствоваться лишь приближёнными оценками.
Так как энергия образования дефекта входит в показатель степени, то это различие обусловливает громадную разницу в концентрации вакансий и межузельных атомов. Так, при 1000 °C в меди концентрация межузельных атомов составляет всего лишь 10−39, что на 35 порядков меньше концентрации вакансий при этой температуре. В плотных упаковках, какие характерны для большинства металлов, очень трудно образовываться межузельным атомам, и вакансии в таких кристаллах являются основными точечными дефектами (не считая примесных атомов).

### Миграция точечных дефектов

Перемещение атома на вакантное место в слое плотнейшей упаковки

Атомы, совершающие колебательное движение, непрерывно обмениваются энергией. Из-за хаотичности теплового движения энергия неравномерно распределена между разными атомами. В какой-то момент атом может получить от соседей такой избыток энергии, что он займёт соседнее положение в решётке. Так осуществляется миграция (перемещение) точечных дефектов в объёме кристаллов.

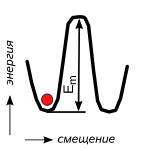
Изменение энергии атома при перемещении его в вакантный узел

Если один из атомов, окружающих вакансию, переместится в вакантный узел, то вакансия соответственно переместится на его место. Последовательные элементарные акты перемещения определённой вакансии осуществляются разными атомами. На рисунке показано, что в слое плотноупакованных шаров (атомов) для перемещения одного из шаров в вакантное место он должен раздвинуть шары 1 и 2. Следовательно, для перехода из положения в узле, где энергия атома минимальна, в соседний вакантный узел, где энергия также минимальна, атом должен пройти через состояние с повышенной потенциальной энергией, преодолеть энергетический барьер. Для этого и необходимо атому получить от соседей избыток энергии, который он теряет, «протискиваясь» в новое положение. Высота энергетического барьера Em называется энергией активации миграции вакансии.

## Двумерные дефекты

Граница наклона